# Karl-Marx-Straße 73 (Potsdam)

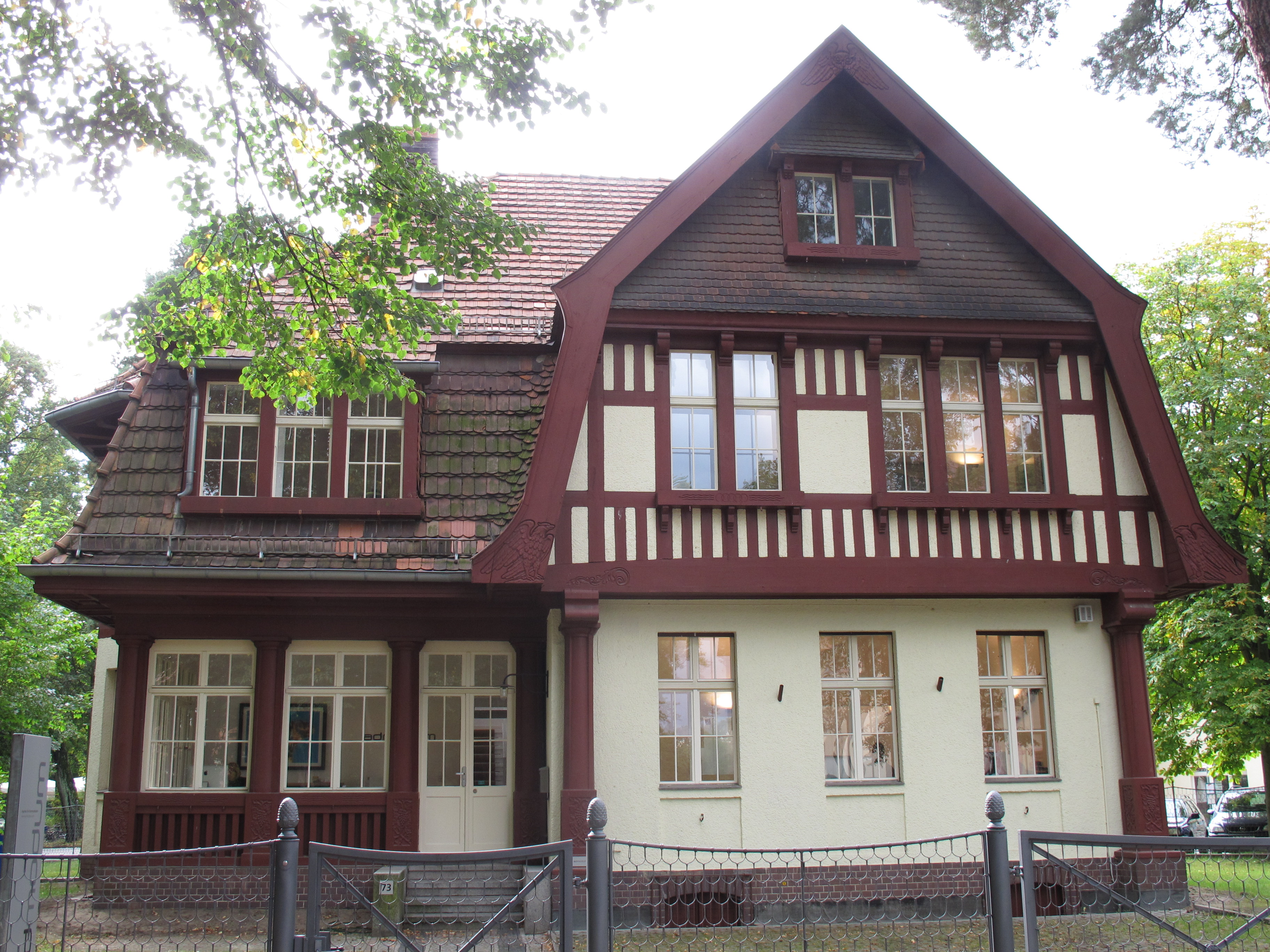
Haus in der Karl-Marx-Straße 73, Potsdam-Babelsberg

Das Haus  Karl-Marx-Straße 73 ist eine denkmalgeschützte, 1912 erbaute Villa in Potsdam-Babelsberg.

## Lage
Das Haus liegt an der Karl-Marx-Straße, die hier mit der Rudolf-Breitscheid-Straße und der August-Bebel-Straße, an die es ebenfalls grenzt, ein Dreieck bildet. Benachbart liegt der Hiroshima-Nagasaki-Platz.

## Architektur
Das Haus Karl-Marx-Straße 73 wurde im Jahr 1912 nach Plänen des Architekten Emanuel Heimann (1855–1910) im sogenannten Heimatstil entworfen, ein zu jener Zeit in Europa verbreiteten Architekturstil. Es wurde als Bürogebäude in Form eines Landhauses erbaut. Es repräsentiert die Gegend Potsdams und zugleich Geschichte Deutschlands vor dem Ersten und Zweiten Weltkrieg.
Die zur Karl-Marx-Straße hin ausgerichtete asymmetrische Fassade besitzt einen ausgeprägten Fachwerkgiebel und ein hohes Mansarddach mit Biberschwanzdeckung. Die von einer hölzernen Brüstung begrenzte und von Säulen gefasste Loggia war ursprünglich unverglast. Die Villa ist von Schnitzereien geziert – zwei Adler an den Enden der Ortgänge, eine Eule am First, Trauben und Ranken an den Säulen und die kassettierten Unterseiten des Traufgesimses. Die Südfassade zur Rudolf-Breitscheid-Straße zeigt einen polygonalen Anbau mit Fachwerkobergeschoss und Walmdachabschluss. Auch der Treppenhausanbau zur August-Bebel-Straße wird von auf Konsolen ruhendem Fachwerk dominiert. Hier findet sich die Inschrift Anno Domini 1912 in einer Kartusche mit Rankwerk in das gebogene Schwellholz eingeschnitzt. Die vierte Hausseite ist mit einem kleinen Erker im Erdgeschoss vergleichsweise schlicht gehalten.

## Geschichte
Die Karl-Marx-Straße hieß zunächst „Kaiserstraße“, da sie sich in der Nähe des kaiserlichen Schlosses Babelsberg befand. Um die Straße herum entstand ab dem Jahr 1873 die Villenkolonie Neubabelsberg, welche von den Regierungsbauräten Friedrich Wilhelm Böckmann und Hermann Gustav Ende geplant und umgesetzt wurde. Die Nähe zum Kaiser und Lage am Griebnitzsee sollte Wohlhabende dazu veranlassen, hier einen Wohnsitz zu erwerben. Ende des 19. Jahrhunderts siedelten sich viele Leinwandstars der nahegelegenen Ufa-Studios an. Die Villa wurde zunächst als Büro der Nachfolgegesellschaft der Architekten genutzt.
In der Zeit des Nationalsozialismus beherbergte das Gebäude ab 1933 eine Zweigstelle des sechsten Polizeireviers. 1938 wurde die Kaiserstraße in „Straße der SA“ umbenannt.
Ab 1945 benannte man die Straße nach Karl Marx. Das Haus wurde bis 1990 als öffentliches Postgebäude der Deutschen Post genutzt. Außerdem befand sich hier die Rechnungsstelle des Volksbuchhandels für den Bezirk Potsdam.
2011 wurde die Villa umgebaut und beherbergt heute eine Agentur und eine Multimediafirma.